# Хух-Хото Блэк Хорс
«Хух-Хото Блэк Хорс» (кит. 呼和浩特黑马) — бывший профессиональный футбольный клуб из г.Хух-Хото, АРВМ, КНР. Выступал на Народном стадионе (Хух-Хото). Расформирован в 2007 году.
Ранее назывался «Шаньси Луху» и базировался в городе Тайюань, провинция Шаньси. В 2007 году переехал в Хух-Хото. До 2005 года команда под названиями «Тибет Сюэцюань» и «Тибет Хуэйтун Лухуа» выступала во второй лиге, а затем в 2006 году была продана клубу «Далянь Чанбо», который представлял первую лигу.
Вновь собранная команда переехала в Тайюань, провинция Шаньси, была переименована в «Шаньси Луху», и заняла место «Далянь Чанбо» во втором дивизионе.

## Изменение названия
- 2002—2003: Тибет Сюэцюань (西藏雪泉)
- 2004—2005: Тибет Хуэйтун Лухуа (西藏惠通陆华)
- 2005—2006: Объединен с командой Далянь Чанбо, переехал в Шаньси и переименован в Шаньси Аосэнь Луху (山西沃森路虎)
- 2006—2007: Шаньси Луху (山西路虎)
- 2007: Хух-Хото Блэк Хорс (呼和浩特黑马)

Далянь Чанбо
- 2003: Далянь Саньдэ (大连三德)
- 2004—2006: Далянь Чанбо (大连长波)

## Эмблема

Шаньси Луху
Хух-Хото Блэк Хорс